# جوزيف جويس
جوزيف جويس (بالإنجليزية: Joseph Joyce) (مواليد 19 سبتمبر 1985) هو ملاكم من المملكة المتحدة، مثّل بلاده في الألعاب الأولمبية الصيفية 2016 وحقق الميدالية الفضية في فئة الوزن الثقيل السوبر.

## روابط خارجية
جوزيف جويس على موقع بوكس ريك (الإنجليزية) (registration required)
- جوزيف جويس على موقع اللجنة الأولمبية الدولية (الإنجليزية)
- جوزيف جويس على موقع أوليمبيديا (الإنجليزية)
- جوزيف جويس على موقع اللجنة الأولمبية البريطانية (الإنجليزية)
- جوزيف جويس على موقع اتحاد ألعاب الكومنولث (مؤرشف) (الإنجليزية)